# 맥스 시리엇
맥스 시리엇(Max Thieriot, 1988년 10월 14일 ~ )은 미국의 배우이다.

## 출연작 목록
- 점퍼
- 포인트 브레이크